# This Girl
This Girl è un singolo del gruppo musicale australiano Cookin' on 3 Burners, pubblicato il 22 giugno 2009 come primo estratto dal secondo album in studio Soul Messin'.
Il brano vede la partecipazione della cantante australiana Kylie Auldist.

## Tracce
Testi e musiche di Jake Mason, Lance Ferguson e Ivan Khatchoyan.
1. This Girl – 3:42
2. Four n'Twenty – 3:10

## Kungs Remix
Una versione remix realizzata dal disc jockey francese Kungs è stata pubblicata il 19 febbraio 2016 attraverso l'etichetta House of Barclay come primo estratto dal primo album in studio Layers.

### Video musicale
Il video musicale, reso disponibile su YouTube dal 24 marzo 2016, è stato girato presso l'isola greca di Milo ed è stato diretto da Matt Larson della La Main Productions. La clip vede la partecipazione dei modelli Louis Rault e Irina Martynenko.

### Tracce
Download digitale
1. This Girl – 3:15

Download digitale – This Girl EP
1. This Girl (Extended Mix) – 4:02
2. This Girl (Fabich Remix) – 4:19
3. This Girl (Betical Remix) – 4:17
4. Milos – 3:36

## Successo commerciale
In Francia il brano ha raggiunto la vetta della classifica dei singoli l'8 aprile 2016 grazie a 4 200 copie vendute e 856 000 riproduzioni in streaming. Dopo essere stato spodestato da One Dance di Drake, è ritornato al primo posto il 22 aprile grazie ad ulteriori 4 700 copie.
Nel Regno Unito This Girl ha trovato la sua posizione massima nella Official Singles Chart al numero 2 nella pubblicazione del 23 giugno 2016, bloccato da One Dance di Drake. Nel corso della settimana ha totalizzato 59 093 unità di vendita, di cui 32 436 sono derivanti dalle vendite digitali e 26 657 provengono dallo streaming.

## Classifiche

### Classifiche settimanali
| Classifica (2016-17) | Posizione massima |
| -------------------- | ----------------- |
| Australia            | 17                |
| Austria              | 2                 |
| Belgio (Fiandre)     | 3                 |
| Belgio (Vallonia)    | 1                 |
| Canada               | 8                 |
| Danimarca            | 9                 |
| Francia              | 1                 |
| Germania             | 1                 |
| Irlanda              | 3                 |
| Italia               | 6                 |
| Libano               | 13                |
| Lussemburgo          | 2                 |
| Norvegia             | 20                |
| Nuova Zelanda        | 22                |
| Paesi Bassi          | 3                 |
| Polonia              | 4                 |
| Portogallo           | 12                |
| Regno Unito          | 2                 |
| Repubblica Ceca      | 4                 |
| Slovacchia           | 1                 |
| Spagna               | 13                |
| Stati Uniti          | 26                |
| Svezia               | 8                 |
| Svizzera             | 6                 |
| Ungheria             | 2                 |

### Classifiche di fine anno
| Classifica (2016) | Posizione |
| ----------------- | --------- |
| Australia         | 61        |
| Austria           | 9         |
| Belgio (Fiandre)  | 6         |
| Belgio (Vallonia) | 2         |
| Canada            | 37        |
| Danimarca         | 49        |
| Francia           | 3         |
| Germania          | 6         |
| Italia            | 23        |
| Paesi Bassi       | 21        |
| Polonia           | 29        |
| Regno Unito       | 22        |
| Svezia            | 46        |
| Svizzera          | 17        |
| Ungheria          | 8         |
| Classifica (2017) | Posizione |
| Brasile           | 132       |
| Francia           | 98        |
| Perù              | 89        |
| Polonia           | 62        |